# Сосновская, Людвика
Людвика Сосновская (пол. Ludwika Sosnowska; 1751 — 6 декабря 1836) — польская дворянка, участвовавшая в переводе первой физиократической работы с французского языка на польский. У неё был роман с военным инженером Тадеушем Костюшко, но в итоге она вышла замуж за князя Юзефа Любомирского.

## Биография
Людвика Сосновская родилась в 1751 году в семье Юзефа Сосновского, гетмана польного литовского и одного из богатейших людей Польши. В молодости у неё был роман с Тадеушем Костюшко, который в то время работал учителем у неё и её сестры. Влюблённые пытались сбежать, но им помешал её отец, который не хотел, чтобы дочь выходила замуж за Костюшко. Тот под угрозой смерти был вынужден уехать из Польши во Францию. Будучи ученицей Костюшко, Сосновская и её сестра сделали первый перевод труда по физиократии с французского языка на польский.
После этой истории Сосновскую отправили в монастырь. Позднее её выдали замуж за князя Юзефа Любомирского, этот брак был организован её отцом. В 1788 году Сосновская использовала свой статус польской принцессы, чтобы подать прошение королю о назначении Костюшко в польскую армию. Из-за финансовых проблем муж в 1794 году передал ей заложенное имение в Ровно, которое она смогла избавить от долгов. В браке Сосновская родила троих детей: сыновей Генрика Людвика и Фредерик Вильгельма, а также дочь Елену. Людвика Сосновская умерла 6 декабря 1836 года в Ровно .

## В литературе
Сосновская и её роман с Костюшко представлены в пьесе Анны Боярской «Урок польского» (пол. Lekcja polskiego). В этой пьесе Людвика посылает ему кольцо с выгравированной надписью «Добродетели от дружбы».